# CD Projekt
CD Projekt est une société polonaise de développement et d'édition  de jeux vidéo, fondée en mai 1994 par Marcin Iwiński et Michał Kiciński dans le but de publier des logiciels sur CD-ROM. Le studio, grâce à sa division de développement de jeu CD Projekt Red, est principalement connu pour ses sagas The Witcher et Cyberpunk 2077. 
CD Projekt acquiert une notoriété mondiale avec l'immense succès de The Witcher 3: Wild Hunt (2015), qui s'écoule à plus de 40 millions d'exemplaires et reçoit 251 distinctions de « jeu de l'année », notamment aux  Game Awards et Game Developers Choice Awards. Ce plébiscite entérine CD Projekt comme l'un des fers de lance de l'industrie vidéoludique en Europe. Son jeu suivant, Cyberpunk 2077 (2020), est vivement décrié à sa sortie à cause des problèmes techniques qu'il présente sur plusieurs supports, au point qu'il entache sévèrement la valorisation de CD Projekt ; il finit par être réhabilité après quelques années de développement supplémentaire comme un succès critique et commercial, vendu à plus de 30 millions d'exemplaires. Depuis, l'entreprise développe des suites à ces deux franchises.
La société gère également le site de distribution numérique de jeux vidéo GOG.com.

## Historique

### Débuts (années 1990 et 2000)
Chronologiquement, CD Projekt est le premier éditeur sur le marché polonais des logiciels sur CD-ROM et reste pendant un moment la seule compagnie polonaise spécialisée dans le jeu vidéo et les logiciels éducatifs. CD Projekt est ainsi qualifié de plus grand distributeur de jeux vidéo sur PC en Europe centrale.
Sur le marché polonais, CD Projekt est aussi la première société à éditer des succès internationaux entièrement localisés. Ainsi Baldur's Gate, un des premiers titres entièrement traduit en polonais, devient un succès commercial historique. Suivent Planescape: Torment, les deux Icewind Dale et de nombreux autres jeux.
Les traductions produites par CD Projekt sont effectuées par des professionnels célèbres. Ainsi, les acteurs Piotr Fronczewski, Bogusław Linda, Małgorzata Foremniak et Daniel Olbrychski participent au doublage de divers jeux.
En février 2002, CD Projekt lance une unité de développement interne, CD Projekt RED STUDIO, spécialisée dans le développement de jeux vidéo. Leur premier titre est The Witcher,  une adaptation du roman Le Sorceleur d'Andrzej Sapkowski. Le titre utilise comme moteur de jeu l'Aurora Engine, développé par BioWare pour Neverwinter Nights, un titre distribué en Pologne par CD Projekt.
La même année, CD Projekt étend son activité à la République tchèque et à la Slovaquie, où elle commence à distribuer des jeux traduits en tchèque. CD Projekt étend par la suite son activité à la Hongrie.
En février 2008, CD Projekt achète le studio de développement Metropolis Software (développeur du jeu d'action Infernal en 2007). Le 10 juillet de la même année, la société annonce le rachat de GOG.com, un service spécialisé dans la distribution en ligne de classiques du jeu vidéo à bas prix et adaptés pour tourner sous Windows XP, puis sous Windows Vista, Windows 7, Windows 8 et Windows 10. Certains jeux sont également compatibles avec OS X et Linux, notamment les distributions Ubuntu et Linux Mint clairement mentionnées lorsque le cas se présente.
En 2011, CD Projekt développe le moteur de jeu RedEngine pour The Witcher 2: Assassins of Kings. Il remplace le Aurora Engine que CD Projekt Red avait précédemment licencié de BioWare pour le développement de The Witcher,.
Lors de l'E3 2012, CD Projekt présente un premier teaser pour Cyberpunk 2077, adapté du jeu de rôle sur table créé par Mike Pondsmith.

### Développement ambitieux deThe Witcher 3(2011-2015)

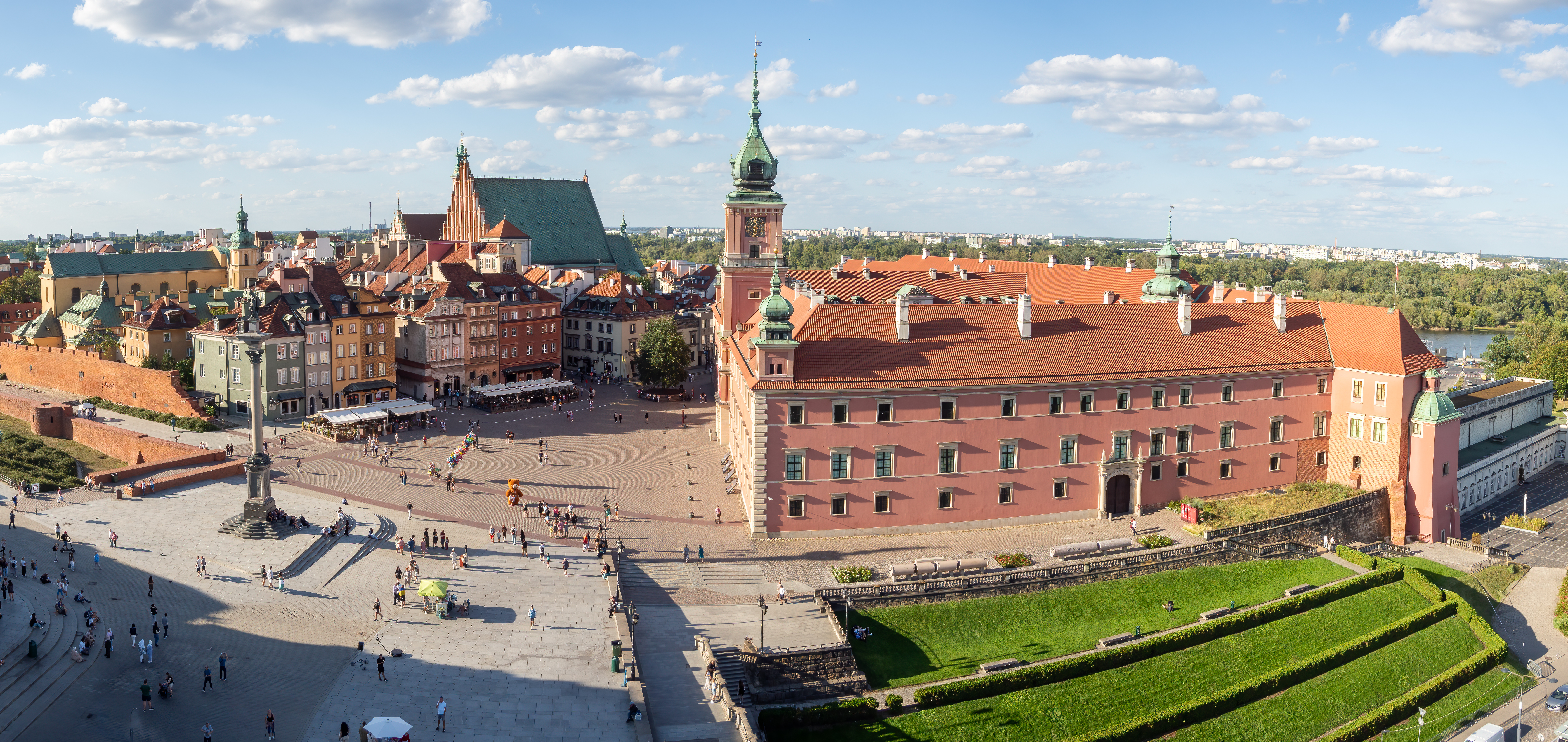
Le studio CD Projekt Red est situé à Varsovie, capitale de la Pologne, dont l'histoire récente marquée par la guerre va inspirer l'ambiance du Witcher 3.

Après les succès polonais et internationaux de The Witcher (2007) et The Witcher 2: Assassins of Kings (2011), CD Projekt a pour ambition de faire un jeu qui rivalise avec les plus grandes licences des studios Square Enix ou BioWare, et d'inscrire le « RPG européen » comme un genre à respecter autant que les jeux de rôle japonais (Final Fantasy, Dragon Quest) ou canado-américains (The Elder Scrolls, Dragon Age). La volonté d'un Witcher 3 apparaît ainsi très tôt, et un plan initial vise à lancer le développement du troisième opus en même temps que le deuxième, en 2008, mais l'échec du portage sur console du premier opus, intitulé Rise of the White Wolf, manque de faire fermer l'entreprise et marque pour un temps l'arrêt des ambitions sur The Witcher 3. C'est finalement à l'été 2011 que Konrad Tomaszkiewicz, qui était testeur dans l'équipe du premier opus et responsable des quêtes dans l'équipe du deuxième, est nommé directeur du troisième jeu. Pour se démarquer des fers de lance du genre, il décide rapidement avec le studio polonais que leurs efforts particuliers de différenciation devront porter sur la taille de la carte de jeu et sur la liberté d'exploration. Pour la première fois dans un jeu The Witcher, la puissance du moteur de jeu permet enfin de proposer au joueur une exploration en monde ouvert ; chez CD Projekt Red, cette liberté de manœuvre est cependant accueillie par la majorité des employés avec appréhension, car le studio sort d'une longue période d'heures supplémentaires (crunch) induites par le développement du jeu précédent,. Le développement s'achève finalement au printemps 2015. La saga The Witcher étant considérée comme une fierté nationale en Pologne, CD Projekt Red reçoit à Varsovie, la veille de la sortie, la visite de la Première ministre polonaise Ewa Kopacz, puis celle du président de la République Bronisław Komorowski le jour suivant.

### Statut de fleuron polonais avec le succès duWitcher 3(2015-2020)
À sa sortie en mai 2015, The Witcher 3: Wild Hunt rencontre un succès critique et commercial titanesque, propulsant le studio polonais sur le devant de la scène. CD Projekt, désormais auréolé de l'immense retombée positive de son poulain, s'établit comme le fer de lance de la production vidéoludique polonaise. En décembre 2016, il est ainsi au premier plan des 38 studios nationaux auxquels le gouvernement polonais accorde des subventions d'une hauteur de 116 millions de złotys, soit 27,3 millions de dollars.
L'entreprise elle-même connaît un essor soudain de sa valorisation ; en août 2016, elle est estimée à plus d'1 milliard de dollars et en septembre 2017 à 2,3 milliards. En 2020, elle devient la seconde plus grande société de jeu vidéo en Europe, derrière l'éditeur français Ubisoft.
Son nouveau statut lui permet enfin de rassurer sur l'état de son jeu Cyberpunk 2077, développé en parallèle de The Witcher 3 et dévoilé dès 2013 par une bande-annonce largement diffusée sur Internet, puis laissé dans une ombre persistante. Pour les joueurs comme pour les développeurs, The Witcher 3 devient l'unique point de comparaison pour mesurer l'ampleur du futur jeu de science-fiction, qui ne masque pas ses immenses ambitions.
Dans le même temps, CD Projekt développe et publie deux projets plus modestes. L'un d'eux est centré sur le gwent, mini-jeu de cartes à collectionner intégré à The Witcher 3, qui plaît tant aux joueurs que l'afflux constant de courriers de félicitations pousse la petite équipe responsable du développement du mini-jeu à suggérer au studio de lui consacrer un jeu à part entière,. Cette version paraît officiellement à l'été 2017 sous le nom de Gwent: The Witcher Card Game, et l'extension de campagne solo qui devait lui être apportée se voit finalement gratifiée d'une sortie indépendante en octobre 2018 sous le nom de Thronebreaker: The Witcher Tales.

### Camouflet de la sortie deCyberpunk 2077(2020-2022)

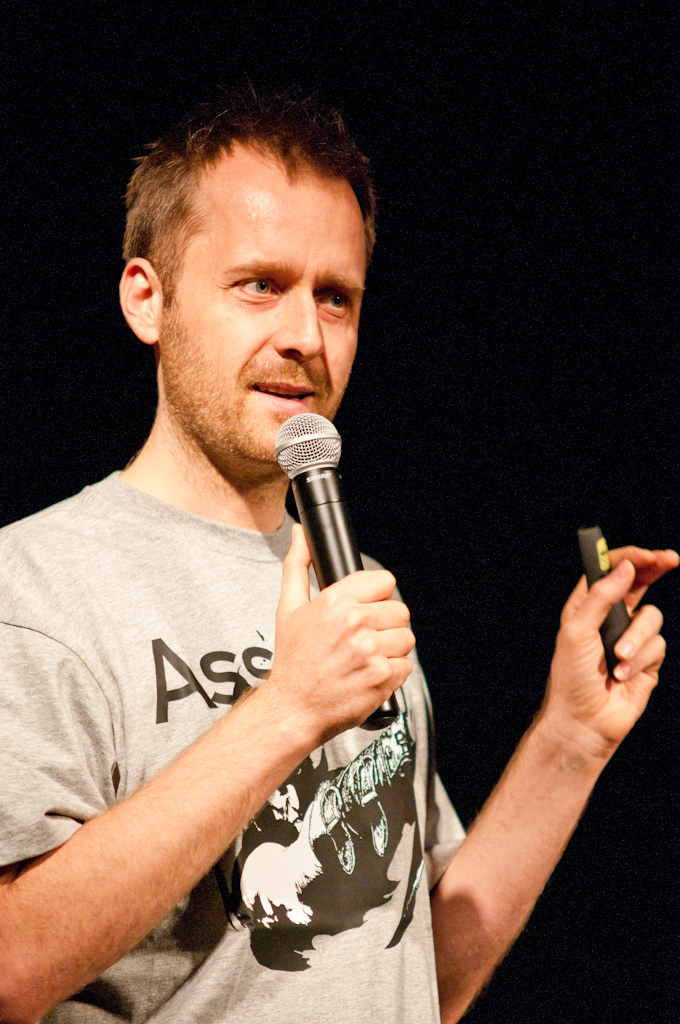
Marcin Iwiński, cofondateur de CD Projekt.

Lors de l'E3 2019, la date de sortie pour Cyberpunk 2077 est révélée, ainsi que la présence de Keanu Reeves dans le jeu. En août de la même année, CD Projekt s'annonce comme un studio au "dual-franchise model", impliquant un travail simultané sur deux licences. Cela laisse ainsi envisager d'autres jeux dans l'univers de Cyberpunk 2077, mais aussi sur la saga The Witcher. Considéré par beaucoup comme le jeu le plus attendu de l'année 2020 après des années de développement,, il accuse plusieurs reports, en 2020 et se date finalement pour le 10 décembre. Des développeurs reçoivent des menaces de mort à la suite de ces annonces de changements de dates.
La fin du développement est chaotique. Après des accusations de crunch très vite révélées durant l'année, la direction explique ne pas vouloir ce genre de pratique mais les derniers mois sont très compliqués pour les équipes, à qui l'on demande de boucler le développement dans les temps après deux ans de retard sur la première échéance annoncée. Le directeur, considérant que « le crunch n'est pas si mal », a par la suite demandé pardon à ses employés dans une note interne. Lors de la levée du premier embargo à destination de la presse, plusieurs médias annoncent ne pas avoir pu mettre la main sur une copie de test, ce qui rend la communication autour du jeu encore un peu plus floue. Les premières critiques sont mitigées, relevant un jeu « pas au niveau de The Witcher 3 » mais surtout truffés de bugs et de glitches, puis les tests suivants s'équilibrent et restent plutôt positifs sur PC.
Mais lors de sa sortie officielle, les critiques évoquent surtout les versions PS4 et Xbox One ratées aux nombreux problèmes techniques indignes de la génération de console. « Les versions Xbox One et PS4 sont presque méconnaissables par rapport à la version PC » explique IGN France. « Je ne sais pas combien de patches ça prendra pour avoir quelque chose de jouable et tolérable », avance Gamekult. Devant le nombre de critiques, CD Projekt admet par la suite que ces versions n'étaient pas prêtes à sortir et plusieurs plateformes de jeux commencent à recevoir des plaintes de la part des clients. Après quelques jours de polémiques, Sony annonce le remboursement complet du jeu à ses clients qui le souhaitent, tout comme Microsoft quelques heures plus tard sur Xbox One. Le jeu PS4 affiche le 29 décembre 2020 un score global de 53 sur 100 sur Metacritic bien loin des 86 sur 100 de sa version PC.
Face aux problèmes, les marchés financiers sanctionnent lourdement l'éditeur. Le 18 décembre, le titre chute de plus de 12 % à la clôture. Le cours de la société a même dévissé jusqu'à 20 % durant la journée. Les développeurs révoltés se retournent contre la direction du studio et menacent même de poursuites judiciaires deux semaines après la sortie,.
Une plainte collective des investisseurs est déposée contre le studio aux États-Unis le jour de Noël. Selon le cabinet Rosen, le studio aurait dû mettre en garde ses clients contre ces versions bugguées. Afin de rassurer les investisseurs, le studio dévoile les chiffres de ventes deux semaines après sa sortie : plus de 13 millions d'unités, même en retirant les remboursements, ce qui en fait l'un des meilleurs lancements de jeux vidéo de ces dernières années. À la suite de cette communication, des plaintes, des accusations de crunch et de l'échec des versions old-gen, plusieurs médias parlent de Cyberpunk 2077 comme d'un « naufrage », un « Titanic vidéoludique ».
Cependant, malgré l'arrêt du support des versions old-gen en février 2022, le jeu est massivement corrigé et amélioré par de nombreuses mises à jour, qui avec le regain d'intérêt généré par l'anime Cyberpunk: Edgerunners, sorti le 13 septembre 2022 sur Netflix et coproduit par CD Projekt avec le studio japonais Trigger, contribuent à l'appréciation critique des versions PC et next-gen par la presse et les joueurs, de même que le DLC Phantom Liberty, sorti le 25 septembre 2023. Le jeu devient également un succès commercial, passant la barre des 30 millions d'exemplaires vendus fin novembre 2024.

### Expansion de ses activités (depuis 2021)
Début 2021, l'entreprise fait l'acquisition du studio canadien Digital Scapes. Le studio, situé à Vancouver, se compose d'une douzaine de développeurs. Le studio entretenait des liens solides avec CD Projekt Red depuis 2018, en participant au développement de Cyberpunk 2077. À l'occasion de ce rachat, le studio est renommé CD Projekt Red Vancouver.
Le 22 octobre 2021, CD Projekt annonce l'acquisition du studio The Molasses Flood, basé à Boston,,.
Le 21 mars 2022, sur Twitter, et via un communiqué sur son site internet, CD Projekt annonce non seulement un nouveau jeu The Witcher, mais aussi que ce jeu, dont le développement aurait déjà commencé, sera le premier d'une nouvelle saga autour de la licence The Witcher. La société annonce en même temps un partenariat avec Epic Games pour l'usage du moteur de jeu Unreal Engine 5, abandonnant ainsi le développement du RedEngine. En avril 2022, le CTO du studio Paweł Zawodny a déclaré que la décision de changer de moteur était due à la nouvelle orientation d'Unreal Engine 5 sur la conception de jeux en monde ouvert. Le passage à Unreal Engine 5 a également permis à CD Projekt de déléguer une grande partie du développement du moteur à Epic Games, permettant ainsi au studio de se concentrer principalement sur la création de leur jeu.[réf. souhaitée]
En 2023, l'entreprise procède à plusieurs vagues de licenciements : les premières concernent 30 personnes dans son studio américain  The Molasses Flood, qui travaille sur une version multijoueur de The Witcher, et 30 personnes dédiées au jeu Gwent, pour lequel CD Projekt compte cesser son support ; une autre vague, prévue pour s'étendre sur plusieurs mois, concerne une centaine d'employés affectés à des projets en cours de développement, et pour lesquels CD Projekt escompte ne pas avoir de besoins suffisants. À la suite de ces licenciements, plusieurs développeurs du studio annoncent en octobre 2023 la création d'un syndicat.
En mars 2025, dans son rapport financier, CD Projekt Red informe avoir recruté 57 personnes supplémentaires, portant désormais le nombre total d'employés à 707.
Le 1er avril 2025, le studio The Molasses Flood est absorbé par CD Projekt. Malgré les licenciements subis en 2023 au sein de l'équipe et le départ de son cofondateur Damian Isla quelques jours après l'acquisition, les employés restants continuent de travailler sur le Project Sirius, un spin-off multijoueur dans l'univers de The Witcher,,.

## Ludographie
| Date de sortie | Titre                                  | Plates-formes                                         |
| -------------- | -------------------------------------- | ----------------------------------------------------- |
| 2007           | The Witcher                            | Windows, OS X                                         |
| 2011           | The Witcher 2: Assassins of Kings      | Windows, Linux, OS X, Xbox 360                        |
| 2014           | The Witcher Adventure Game             | Windows, OS X                                         |
| 2015           | The Witcher Battle Arena               | Android, iOS, Windows Phone                           |
| 2015           | The Witcher 3: Wild Hunt               | Windows, Xbox One, PlayStation 4                      |
| 2018           | Gwent: The Witcher Card Game           | Windows, Xbox One, PlayStation 4                      |
| 2018           | Thronebreaker: The Witcher Tales       | Windows, Xbox One, PlayStation 4                      |
| 2019           | The Witcher 3: Wild Hunt               | Nintendo Switch                                       |
| 2020           | Cyberpunk 2077                         | Windows, Xbox One, PlayStation 4, Stadia, GeForce Now |
| 2022           | Cyberpunk 2077                         | PlayStation 5, Xbox Series                            |
| 2022           | The Witcher 3: Wild Hunt               | PlayStation 5, Xbox Series                            |
| 2025           | Cyberpunk 2077                         | Nintendo Switch 2                                     |
| Non annoncée   | The Witcher IV                         | Non annoncées                                         |
| Non annoncée   | Projet Orion (suite de Cyberpunk 2077) | Non annoncées                                         |

## Distinctions

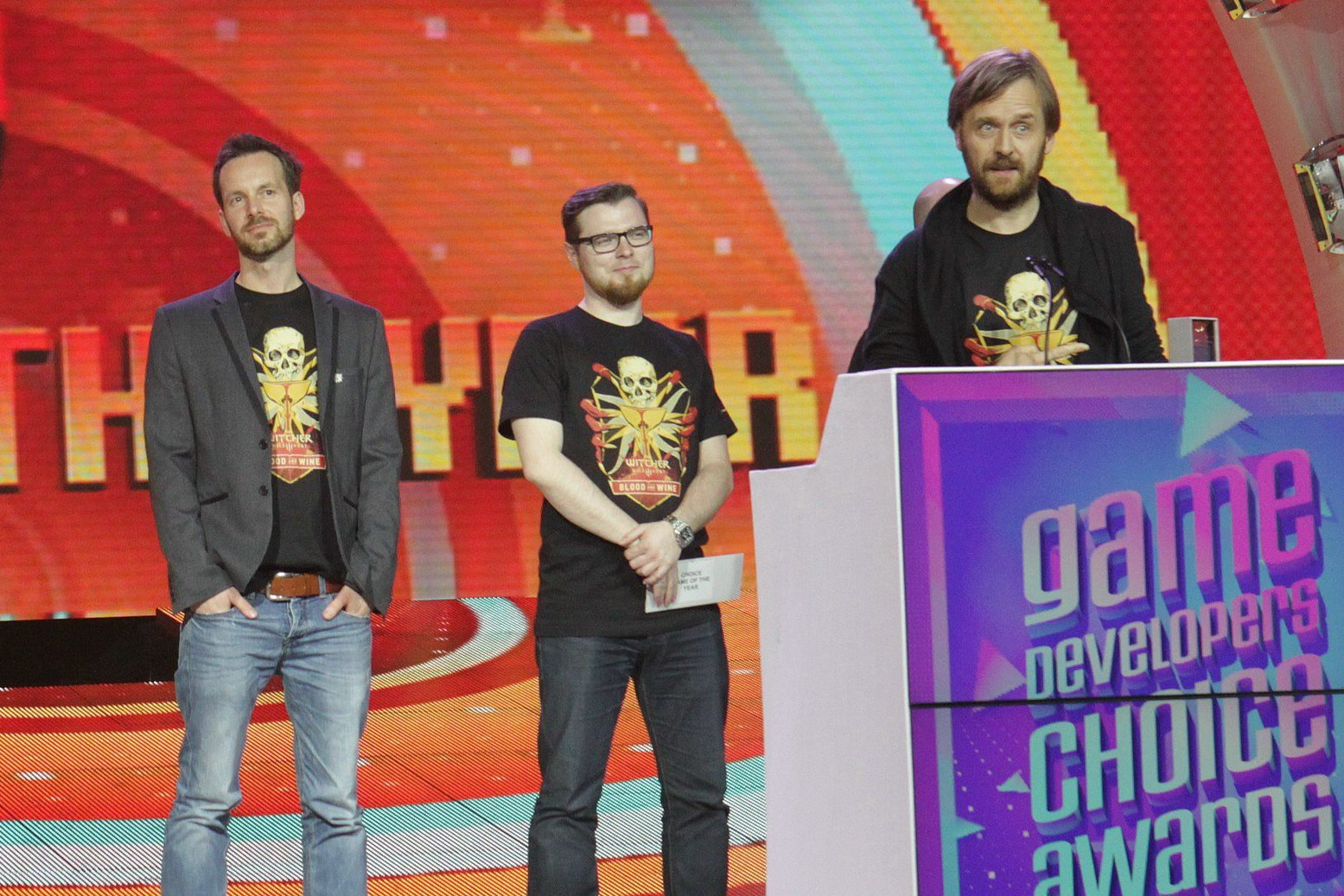
Réception par des développeurs du studio du prix de jeu de l'année pour The Witcher 3: Wild Hunt aux Game Developers Choice Awards de 2016.

En tant que développeur de The Witcher 3: Wild Hunt, considéré comme un triomphe critical et commercial, CD Projekt reçoit de nombreuses récompenses. Le jeu est élu 251 fois jeu vidéo de l'année 2015, un record, détrônant The Last of Us qui avait reçu 249 distinctions de ce type, et surpassant des « classiques » tels que The Elder Scrolls V: Skyrim, Red Dead Redemption, Uncharted 2 ou Half-Life 2. Il est notamment en 2015 le lauréat principal des Game Awards, Game Developers Choice Awards, et des Golden Joystick Awards. À la fin de son parcours, le jeu cumule plus de 800 récompenses diverses, un score inédit dans l'histoire du jeu vidéo,. Le fait que les extensions de The Witcher 3 (dont la dernière est sortie en mai 2016) « rallongent » sa couverture médiatique et soient considérées comme des œuvres à part entière lui a permis d'entrer en compte dans davantage de remises de prix, jusqu'à la fin de l'année 2016.

## Données économiques

### Données financières
| Année fiscale | Chiffre d'affaires (en euros) | Bénéfice opérationnel (en euros) | Bénéfice net (en euros) |
| ------------- | ----------------------------- | -------------------------------- | ----------------------- |
| 2023          | 271 600 000                   | 103 500 000                      | 106 200 000             |
| 2024          | 228 800 000                   | 84 900 000                       | 109 100 000             |

### Actionnariat
Liste des principaux actionnaires de l'entreprise au 27 mars 2022 :
| Actionnaire                    | %      |
| ------------------------------ | ------ |
| Marcin Iwiński                 | 12,8 % |
| Michał Kiciński (pl)           | 10,4 % |
| Piotr Marcin Nielubowicz       | 6,81 % |
| Adam Michal Kicinski           | 4,02 % |
| Fidelity Management & Research | 3,78 % |
| PTE PZU                        | 2,42 % |
| The Vanguard Group             | 1,85 % |
| Harding Loevner                | 1,67 % |
| MetLife PTE                    | 1,44 % |
| Aegon PTE                      | 1,43 % |